# Dederiyehgrottan

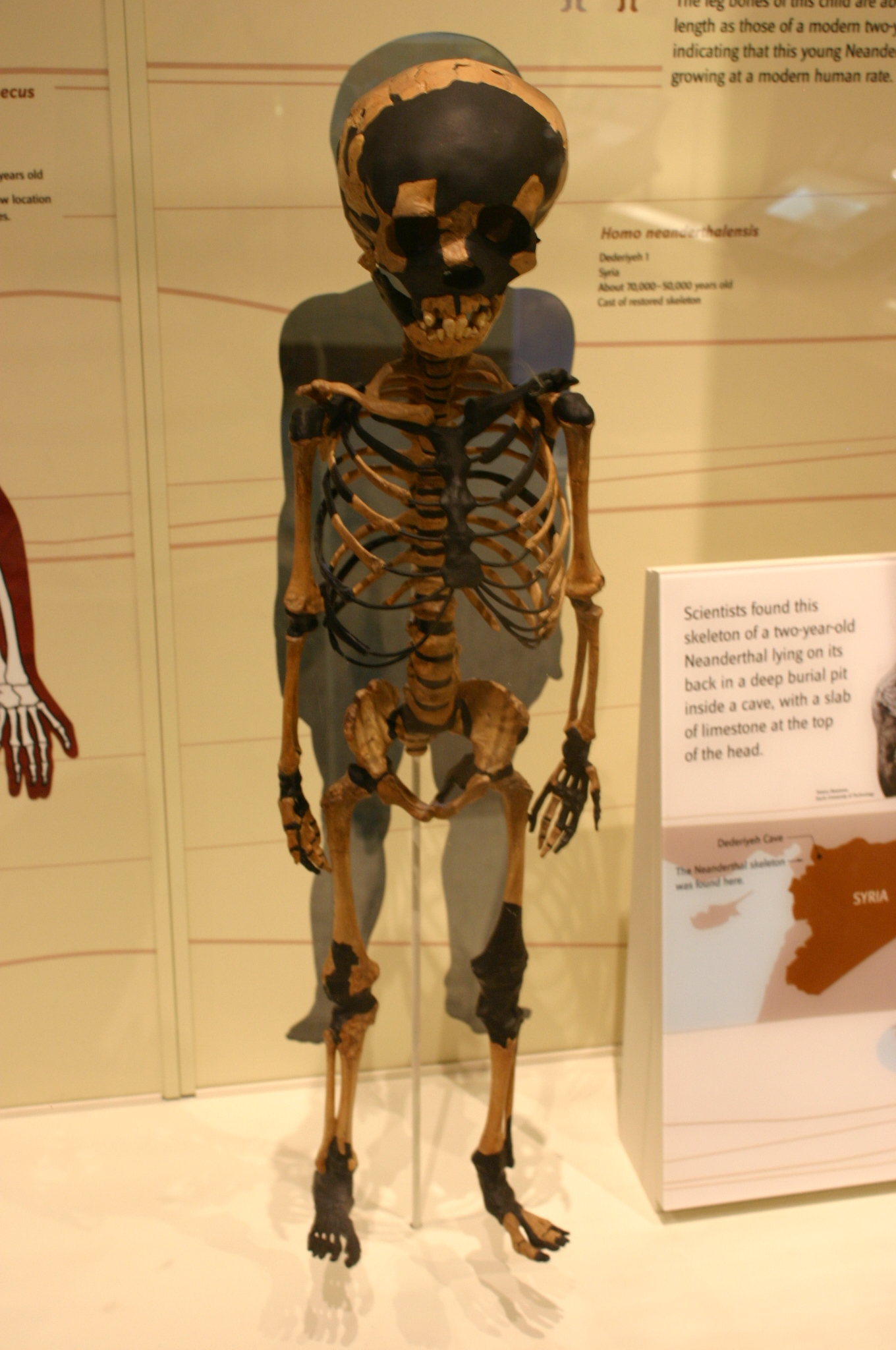
Tvåårigt neandertalbarn i Smithsonian Natural History Museum.

Dederiyehgrottan är en grotta i Syrien där man företagit utgrävningar sedan 1987. Två neandertalbarn har påträffats i grottan, 1993 och 1997–1998. Båda verkar vara begravda. 

## Läge och beskrivning
Grottan är belägen 400 km norr om Damaskus och 60 kilometer nordväst om Aleppo i Afrin-distriktet i norra Syrien, vid en wadi, en uttorkad flodbädd, på en höjd av 450 meter. Grottan består av en kammare, 15 meter bred och 8 meter hög vid ingången och cirka 60 meter djup. Den sluttar uppåt 10 meter i bakre delen där en så kallad skorsten utgör en andra utgång. Skorstenen är 10 meter djup. Huvudingången ligger mot norr och har utsikt över wadin.
Lokalens läge vid norra änden av Döda havets dalgång gör Dederiyehgrottan till en viktig plats för utforskningen av den moderna människans väg till Europa och Asien. Av detta skälet är upptäckten av neandertalskeletten på boplatsen nya bevis i kontroversen om relationen mellan moderna människor och neandertalarna.

## Utgrävningar
Mindre utgrävningar ägde rum 1989 och 1990, men det bedrevs i större skala i forskningen 1993. Då hittades ett neandertalbarn, ungefär två år gammalt, ett nästan komplett skelettfynd. Ett andra delvis bevarat skelett hittades 1997–1998. Det låg i en grop, 70 cm x 50 cm stor, fylld med fin brun smuts där även flinta hittades. Utgrävarna menar att detta också var en avsiktlig begravning.
I allt har rester av 10 till 15 olika individer hittats, i de mellersta paleolitiska lagren av grottan. Mer än hälften var barn. 
Utgrävningarna i Dederiyehgrottan lämnade en rik samling fossila människor. Deras antal beror hur man räknar. Om man bara räknar skelettdelar är de fler än tusen funna i utgrävningen. Antalet rekonstruerade skelett uppskattas till flera dussin individer. Uppskattningen av minimala antalet individer är ungefär tio grundat på skelettdelarna. Hit hör de två barnen som beskrivs nedan. 
Det första barnet hittades in situ i Mousterians avlagringar liggande på rygg med armarna utsträckta och benen böjda. Man hittade också en ungefär rektangulär kalkstenshäll, placerad vid huvudet och en triangulär flinta nära barnets hjärta.
Det andra neandertalbarnet hittades 1997 i grottan. Kvarlevorna låg i en grop som hade grävts för kroppen i Mousterianlagret. Noggranna iakttagelser indikerar att skelettet har många morfologiska drag delade med det första begravningen i grottan och att båda dog vid samma ålder, ungefär två år. Fastän detta bara är delvis bevarat är detta det första fyndet i Syrien där man har kunnat rekonstruera ansiktet på barnet.